# Вторжение Саджидов в Грузию (914)
Вторжение Саджидов в Грузию в 914 году — было последней попыткой установить мусульманскую гегемонию на Южном Кавказе перед вторжением сельджуков.

## История

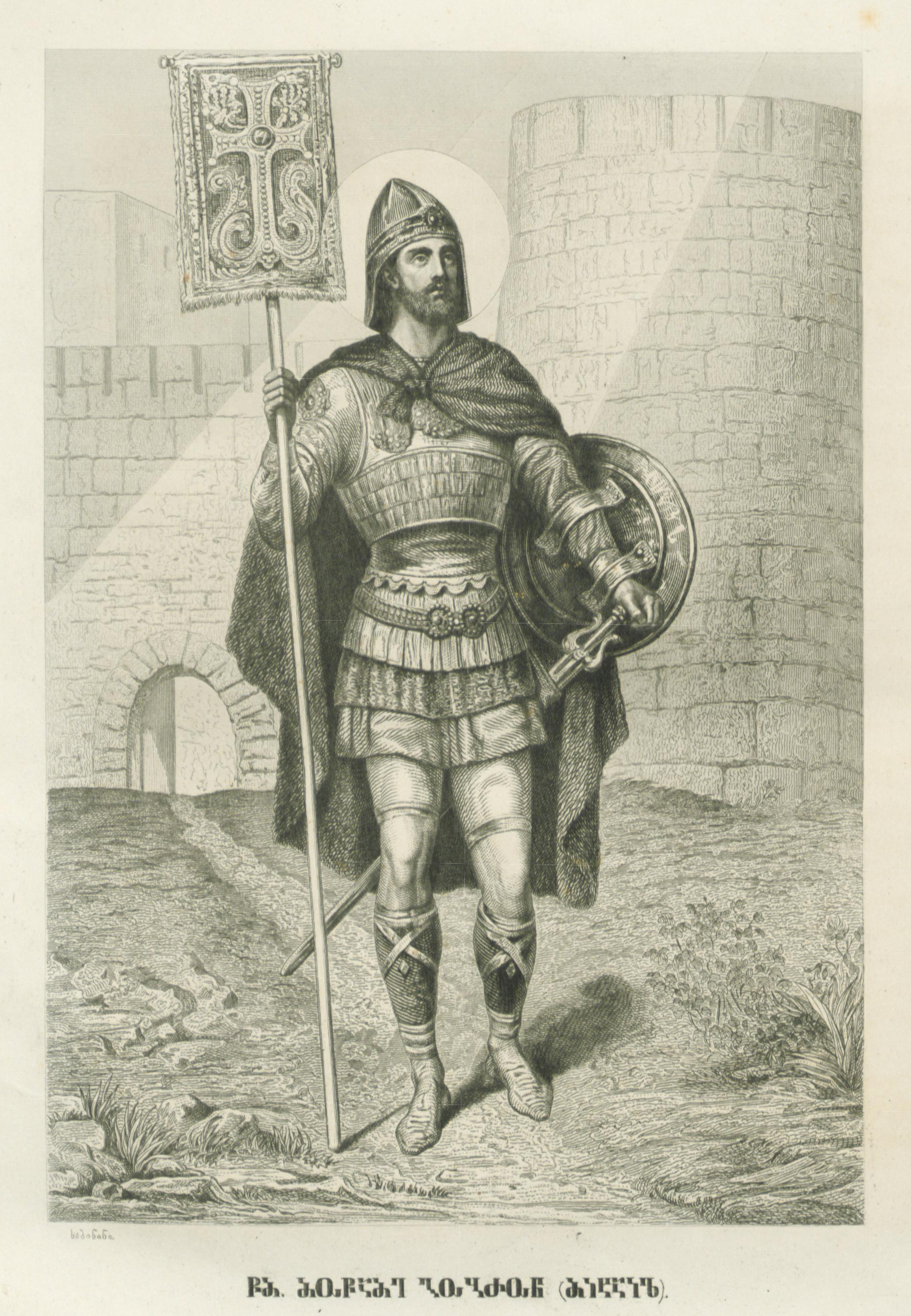
Святой Гоброн

Юсуф ибн Абил-Садж, эмир Саджидов, которого грузины знали как Абул-Касим, вторгся на грузинские земли в 914 году с целью укрепить постепенно ослабевшую власть арабов и мусульман над грузинскими княжествами. Он сначала дошёл до Тбилиси, затем повернул в сторону Кахетии и осадил крепости Уджарма и Бочорма.
Позже он заключил мир с Квирике, хорепископом (правителем) Кахетии и вернул ему контроль над Уджармой. После этого он двинул свои войска на Картли и опустошил её. Грузины сами разрушили укрепления Уплисцихе, чтобы он не попал в руки врага.
Затем мусульманские силы также совершили набег на Месхети, но не смогли взять крепость Тмогви и отступили. По пути они осадили крепость К’уэли и взяли её, несмотря на упорное сопротивление.
Мусульмане захватили военачальника замка, Гоброна, и казнили его. Тот принял мученическую смерть. Позже он был канонизирован Грузинской Православной Церковью.
Несмотря на свои военные успехи, Абу л’Касим не смог достичь своей цели. Он был вынужден окончательно отступить с грузинских земель из-за упорного сопротивления людей, земли которых он так стремился разорить и подчинить.
Грузинская летопись упоминает и о другом походе между 918 и 923 годами «сарацинов по имени Садж», в ходе которого был взят город Мцхета и сожжён монастырь Святого Креста. Мусульманские источники умалчивают об этих событиях.